# Fairfield (Connecticut)
Fairfield ist eine Stadt im Fairfield County im US-Bundesstaat Connecticut, Vereinigte Staaten. Das U.S. Census Bureau hat bei der Volkszählung 2020 eine Einwohnerzahl von 61.512 ermittelt. Das Stadtgebiet hat eine Größe von 81,1 km2. 

An weiterführenden Bildungseinrichtungen gibt es die Fairfield University und die Sacred Heart University in der Stadt. 

Als größter Arbeitgeber ist der Elektronikgerätehersteller General Electric zu nennen, der hier bis zum Jahre 2016 seinen Sitz und Verwaltung hatte.

## Söhne und Töchter der Stadt
- Aaron Burr, sen. (1716–1757), presbyterianischer Geistlicher, Präsident der Hochschule in Princeton
- Lauren Frost (* 1945), Schauspielerin
- J. J. Henry (* 1975), Profigolfer
- John Sloss Hobart (1738–1805), Jurist und Politiker
- Linda Kozlowski (* 1958), Schauspielerin
- Justin Long (* 1978), Schauspieler
- David N. Mullany, Erfinder von Wiffleball
- Henry Fairfield Osborn (1857–1935), Geologe, Paläontologe und Eugeniker
- David Pittu (* 1967), Theater-, Film- und Fernsehschauspieler
- Meg Ryan (* 1961), Schauspielerin
- Michael Weatherly (* 1968), Schauspieler

## Städtepartnerschaft
- Tatabánya, Ungarn